# 日本工業大学建築学部
日本工業大学建築学部（にほんこうぎょうだいがくけんちくがくぶ、Department of Architecture）は、日本工業大学に設置されている建築学部。
建築学科が設置され、2つのコースが開設されている。
なお、関連する大学院については、同大学の大学院工学研究科に建築デザイン学専攻が開設されており、合わせて紹介する。

## 沿革
- 1967年 日本工業大学開学。工学部が開設され建築学科設置
- 1982年 大学院工学研究科修士課程設置。建築学専攻開設
- 1987年 大学院工学研究科・博士課程（後期）設置。建築学専攻開設
- 2009年 工学部に生活環境デザイン学科を開設
- 2013年 大学院工学研究科建築学専攻を同専攻を建築デザイン学専攻に変更
- 2018年 既存の工学部を基幹工学部（機械工学科・電気電子通信工学科・応用化学科）、先進工学部（ロボティクス学科・情報メディア工学科）、建築学部に改編。工学部建築学科を母体に建築学部発足

## 学部組織
建築学部
- 建築学科
  - 建築コース (section of Architecture)
  - 生活環境デザインコース (section of Living Desigh)

## 大学院
工学研究科
- 建築デザイン学専攻

専門領域は設計・計画（建築計画と建築意匠設計）、歴史、構造・材料、環境・設備の4つ